# Danh sách vườn quốc gia tại Hàn Quốc
Các Vườn quốc gia Hàn Quốc là các vùng đất công được bảo vệ tại Hàn Quốc mà trên đó mọi hình thức phát triển đều bị cấm. Tổng diện tích của các vườn quốc gia chiếm 6,6% diện tích của quốc gia này và thường nằm ở vùng núi hoặc duyên hải. Vườn quốc gia lớn nhất nằm ở vùng núi là Jirisan ở phía Tây Nam - đây cũng là vườn quốc gia đầu tiên của Hàn Quốc, được thành lập năm 1967. Vườn quốc gia đại dương lớn nhất là Dadohaehaesang có diện tích hơn 2200 km², phần lớn là mặt nước. Vườn nhỏ nhất là Wolchulsan, chỉ rộng 56,1 km². Các vườn quốc gia được quản lý bởi Cục Vườn quốc gia Hàn Quốc thành lập năm 1987, có lực lượng cảnh sát riêng và tư (Trừ vườn quốc gia Hallasan ở Jeju được tự quản bời tỉnh Jeju - được coi như đặc khu). Năm 1998, Cục này thuộc Bộ Môi trường, trước đây thuộc Bộ Xây dựng.

## Danh sách
| Tên (Tiếng Việt, Hangul, Hanja)                      | Hình ảnh | Vị trí                                                          | Thành lập | Diện tích                     | Loại             |  |
| ---------------------------------------------------- | -------- | --------------------------------------------------------------- | --------- | ----------------------------- | ---------------- |  |
| Bukhansan 북한산국립공원 北漢山國立公園              |          | Seoul, Gyeonggi                                                 | 1983      | 80 km2 (31 dặm vuông Anh)     | Núi              |  |
| Byeonsan-bando 변산반도국립공원 邊山半島國立公園     |          | Jeollabuk-do                                                    | 1988      | 155 km2 (60 dặm vuông Anh)    | Biển và ven biển |  |
| Chiaksan 치악산국립공원 雉岳山國立公園               |          | Gangwon-do                                                      | 1984      | 182 km2 (70 dặm vuông Anh)    | Núi              |  |
| Dadohaehaesang 다도해해상국립공원 多島海海上國立公園 |          | Jeollanam-do                                                    | 1981      | 2.325 km2 (898 dặm vuông Anh) | Biển và ven biển |  |
| Deogyusan 덕유산국립공원 德裕山國立公園              |          | Jeollabuk-do, Gyeongsangnam-do                                  | 1975      | 232 km2 (90 dặm vuông Anh)    | Núi              |  |
| Gayasan 가야산국립공원 伽倻山國立公園                |          | Gyeongsangnam-do, Gyeongsangbuk-do                              | 1972      | 77 km2 (30 dặm vuông Anh)     | Núi              |  |
| Gyeongju 경주국립공원 慶州國立公園                   |          | Gyeongsangbuk-do                                                | 1968      | 137 km2 (53 dặm vuông Anh)    | Lịch sử          |  |
| Gyeryongsan 계룡산국립공원 鷄龍山國立公園            |          | Chungcheongnam-do, Daejeon                                      | 1968      | 65 km2 (25 dặm vuông Anh)     | Núi              |  |
| Hallasan 한라산국립공원 漢拏山國立公園               |          | Jeju-do                                                         | 1970      | 153 km2 (59 dặm vuông Anh)    | Núi              |  |
| Hallyeohaesang 한려해상국립공원 閑麗海上國立公園     |          | Jeollanam-do, Gyeongsangnam-do                                  | 1968      | 545 km2 (210 dặm vuông Anh)   | Biển và ven biển |  |
| Jirisan 지리산국립공원 智異山國立公園                |          | Jeollanam-do, Jeollabuk-do, Gyeongsangnam-do                    | 1967      | 472 km2 (182 dặm vuông Anh)   | Núi              |  |
| Juwangsan 주왕산국립공원 周王山國立公園              |          | Gyeongsangbuk-do                                                | 1976      | 107 km2 (41 dặm vuông Anh)    | Núi              |  |
| Mudeungsan 무등산국립공원 無等山國立公園             |          | Gwangju, Jeollanam-do                                           | 2012      | 75 km²(29 sq mi)              | Núi              |  |
| Naejangsan 내장산국립공원 內藏山國立公園             |          | Jeollanam-do, Jeollabuk-do                                      | 1971      | 81 km2 (31 dặm vuông Anh)     | Núi              |  |
| Odaesan 오대산국립공원 五臺山國立公園                |          | Gangwon-do                                                      | 1975      | 304 km2 (117 dặm vuông Anh)   | Núi              |  |
| Seoraksan 설악산국립공원 雪嶽山國立公園              |          | Gangwon-do                                                      | 1970      | 398 km2 (154 dặm vuông Anh)   | Núi              |  |
| Sobaeksan 소백산국립공원 小白山國立公園              |          | Chungcheongbuk-do, Gyeongsangbuk-do                             | 1987      | 322 km2 (124 dặm vuông Anh)   | Núi              |  |
| Songnisan 속리산국립공원 俗離山國立公園              |          | Chungcheongbuk-do, Gyeongsangbuk-do                             | 1970      | 274 km2 (106 dặm vuông Anh)   | Núi              |  |
| Taeanhaean 태안해안국립공원 泰安海岸國立公園         |          | Chungcheongnam-do                                               | 1978      | 326 km2 (126 dặm vuông Anh)   | Biển và ven biển |  |
| Taebaeksan 태백산국립공원 太白山國立公園             |          | Yeongwol, Jeongseon, Taebaek, Gangwon Bonghwa, Gyeongsangbuk-do | 2016      | 70 km²(27 sq mi)              | Núi              |  |
| Wolchulsan 월출산국립공원 月出山國立公園             |          | Jeollanam-do                                                    | 1988      | 56 km2 (22 dặm vuông Anh)     | Núi              |  |
| Woraksan 월악산국립공원 月岳山國立公園               |          | Chungcheongbuk-do, Gyeongsangbuk-do                             | 1984      | 288 km2 (111 dặm vuông Anh)   | Núi              |  |